# Повіт Мінамі-Цуґару
Пові́т Міна́мі-Цуґа́ру (яп. 南津軽郡, みなみつがるぐん, МФА: [mʲinamʲi t͡sugaɾu guɴ]) — повіт в префектурі Аоморі, Японія.